# 呉市山林火災
呉市山林火災（くれしさんりんかさい）とは、1971年（昭和46年）4月27日の午前11時頃に広島県呉市で発生した大規模山林火災である。
火は約24時間後に消し止められ、人家への延焼は免れたものの、18人に上る犠牲者を出した戦後最悪の山林火災の一つとして知られる。
尚、この火災の名称は様々であり、「呉市林野火災」（消防庁）、発生した地名を取って「大張矢山林火災」（呉市消防局）などと呼ばれることがある。

## 概要
1971年4月27日の11時10分、呉市広町門の口にある大張矢山民有林、門の口用水池付近で火災は発生した。出火原因は、水路の災害復旧工事に来ていた作業員による工事現場での湯沸かしによる焚き火であり、風に煽られて近くの枯れ草に燃え移り、火が広がっていった。当日は晴天で乾燥していて前日から火災警報が発令されており、更に東南東に平均で5メートル、最大で14メートルの強風が吹くという悪条件が重なり、瞬く間に火は山林を覆い尽くした。
同日11時18分、呉市消防局東消防署に火災発生の連絡が入り、16人の消防団員が駆けつけ、消火活動に当たった。しかし、火災の規模は次第に広がり、増援隊を派遣し、消防ポンプ車109台、更に呉市消防局職員84人、消防団員400名余りを災害現場に搬送した。また、消防局は呉市長ならびに広島県知事と連絡を取り、自衛隊出動も要請した。最終的に、火災現場には呉市消防局職員のほか、広島市消防局職員、陸上自衛隊員、海上自衛隊員、営林署職員、地元消防団員など延べ1900人余りが消火活動に当たっている。
火の勢いはなかなか衰えず24時間以上燃え続け、翌日28日の11時頃、降雨の助けもあって鎮火した。その結果、国有林115ヘクタール、市有林85ヘクタール、民有林140ヘクタール、340ヘクタールが焼失した。幸い、市街地、民家への類焼は免れたものの、予想外の事態によって消火に当たっていた消防署員18名が火に巻き込まれ、殉職するという大惨事となった。

## 大惨事の発生要因と教訓
前述したとおり、18名もの消防士が焼死で殉職した火災は過去にも類例がなく、しかも消火活動中に発生した惨事であった。顛末は以下の通りである。
この山林火災の消火に当たるべく東第一小隊が先発していたが、東消防署長は後発の第二小隊を現場に先行させた。この第二小隊は東側への延焼を防ぐべく北の峰の稜線を下り、谷口に入っていた。しかし、当日は東南東へ強い風が吹いていたため、14時30分頃、炎は休耕中の農地に飛び火し、火勢を増した。第一小隊はその様子を見届け、第二小隊に退避を指示したが、既に隊長からの応答が途絶えていた。その頃には勢いを増した炎が急斜面を走り、既に谷の一帯は猛煙に包まれていたのである。この事態に第一小隊は直ちに救助活動を行ったが、16時2分に消防局員13名、17時2分に4名の計17名が遺体で確認された。16時19分に1名が重傷者として救出されたが、火傷のため5月1日に搬送先の病院で死亡した。
このような事故が起こった原因として、飛び火した炎が、予想外の速度で急斜面を下ってきたことが挙げられ、消防士らが逃げ場を失ったと考えられる。これを検証すべく、消防庁の研究員が現地に赴き、過去アメリカで発生した三件の山林火災を類例として照らし合わせ、急斜面における消火活動での危険性を実証した。その結果、「急炎上」（flare up）と呼ばれる現象によるものと判断された。
そして、東南東に強い風が吹いているにもかかわらず、第二小隊を風下の東側に派遣した第一小隊の判断の甘さも指摘され、「固有的かつ局地的な気象条件を軽視していたのではないか」という問題も、1954年（昭和29年）の洞爺丸台風襲来時に発生した岩内大火など過去の事例を遡って提起された。これは将来的に、消火活動にあたってその地域、地区の固有の気象条件を加味する必要性を裏付ける結果となり、全国の山間に風力計、湿度計が設けられることになった。
また、当時は空中消火など山林火災における消火技術が未熟であり、この火災でも空中消火に当たったヘリコプターは民間機一機だけであった。「もし、アメリカなどのようにヘリコプター、飛行機による空中消火が主となっていれば、このような惨事は免れたのではないか」と指摘されたことから、山林火災での消火技術、消火機材の充実、新型消火薬剤の開発が望まれた。特に、この火災を教訓に、この火災以後は大規模な山林火災において消防ヘリも活用されるようになった。

## 類似の事故
1977年（昭和52年）3月25日、北九州市小倉南区平尾台の貫山で山林火災が発生し、消防局員5人が殉職している。出火原因は草原の野焼きであり、この事故も大張矢山と同様、急斜面での飛び火が被害を広げている。